# イースIV MASK OF THE SUN
『イースIV MASK OF THE SUN』（イースフォー マスクオブザサン）とは、日本ファルコムのアクションRPGシリーズである〈イースシリーズ〉第4作となるコンピュータゲームの1つ。1993年（平成5年）11月19日にスーパーファミコン (SFC) 用ソフトとして発売された。
ファルコムの原案を元にトンキンハウスが開発した『イースIV』のオリジナル作品の1つであり、同時期に同原案から開発された『IV』のオリジナル作品としてはハドソンによる『イースIV The Dawn of Ys』（PCエンジン）がある。
本稿ではゲーム作品『イースIV MASK OF THE SUN』に関する記述を中心とし、シリーズや『イースIV』の全体像については原則として扱わない。これらの詳細については「イースシリーズ」および「イースIV」を参照。また本作と同じ副題を持つリメイク作品については「イースIV MASK OF THE SUN -a new theory-」を参照。

## 概要
ファルコムの原案を元に、SFCへの移植版『イースIII -ワンダラーズフロムイース-』を開発・発売していたトンキンハウスによって開発・発売された『イースIV』オリジナル作品の1つ。
発売当時は『IV』開発の発端である（詳細はイースIV#開発経緯を参照）PCE版が『イースIV』の正史という扱いであったが、『イースVI ナピシュテムの匣』開発時に行われたシリーズ設定総括後の公式設定では、より原案に近い本作を正史としてPCE作をアナザーストーリーと位置づけている。このため、2003年（平成15年）9月27日に発売された『VI』の初回特典である『イース大全集 〜Ys complete works〜』には、本作のMicrosoft Windows向けエミュレート版が収録されている。またこの『イース大全集 〜Ys complete works〜』後にプロジェクトEGGでも配信されている。

## ゲームシステム
基本的なシステムは『II』から引き継いでいる。シリーズ作品で初めて、毒によるステータス異常が採用された。魔法は剣の属性に対応しており、装備している剣の種類によって使える物が変わる。なおこのシステムは完成度を高めた上で剣魔法として『VI』に応用されている。魔法補強アイテム（宝石）を手に入れると剣に付随する魔法を強化できる。こちらはやはり完成度を高めた上で、腕輪の補強システムとして『イース -フェルガナの誓い-』に応用されている。『I』『II』同様にレベル制限がなされている。

### 画面構成
基本的には『II』と同じ。ただし画面下部に表示されるステータスから最大MPとゴールドの表示がなくなり、次のLvアップ経験値が復活した。従って『IV』(SFC)で画面下部に表示されるステータス情報は現在のHP/最大HP、現在のMP、取得経験値/次のLvアップ経験値、プレーヤーと敵のHPをしめす棒グラフとなった。グラフは前作同様現在の残りHPが黄色、ダメージを受けた分のHPが赤で示される。またメニューよりサブ画面としてITEM画面、SWORD画面、STATUS画面を開いて見る事ができる。

### 攻撃
『I』・『II』同様の体当たり攻撃（「半キャラずらし」も健在）の他、攻撃魔法による間接攻撃が可能。

### 魔法
魔法効果を帯びた剣を装備する事によって使用可能に。なお複数の攻撃魔法があるが、攻撃力の弱い剣の魔法を使おうとすると「メニュー画面を開く→SWORD画面を開く→武器を装備し直す→魔法を使う→メニュー画面を開く→SWORD画面を開く→元の武器に装備し直す」という操作が必要となり非常に面倒な他、魔法の差は弾の動き方程度の違いで使い分ける必要性がほとんどないため、複数ある意味があまりない。また同じく装備の面倒さとさらに鍛冶屋の料金の高さによって宝石による魔法の強化システムもあまり役に立たない。
- 攻撃魔法
  - フレイムの魔法 - ルビーの飾りで強化できる。
  - サンダーの魔法 - トパーズの飾りで強化できる。
  - アイスの魔法 - サファイヤの飾りで強化できる。
  - レーザーの魔法
- 回復魔法
  - ヒーリングの魔法

### 回復
前作同様、フィールド上およびダンジョン内での特定のマップで立ち止まっていると徐々にHPが回復する。今作では回復アイテムは複数存在し、アイテム毎に回復量が決まっている。なお、前作までとは異なり、「薬草」で全回復は出来ない。その他「ヒーリングの魔法」によっても回復できる。なお「ヒーリングの魔法」の効果はアイテム類と同じく一定量を瞬時に回復する物で、今作はイースシリーズのオリジナル作品としては唯一、ダンジョン内でもフィールドと同じく回復可能とするアイテムがない。
MPは自然には回復せず、回復はアイテムの使用か特定の回復所（宿屋等）に依る。
なおHP・MPともにボスとの戦闘後には原則全回復するが、戦闘後に回復しないボスもいる。

### ステータス
メイン画面下部で主な物が表示される他、STATUS画面で詳しい情報を見る事が出来る。STATUS画面で表示される情報は以下の通りである。
- LEVEL：レベル。最高値は31。レベルがあがると最大HP、STR、DEFの値が上昇する。
- HP：ヒットポイント。最高値は255。0になるとゲームオーバー。
- MP：マジックポイント。最高値は255。魔法を使うと消費。
- STR：攻撃力。最高値は255。レベルアップの他、剣の装備によって上昇。
- DEF：防御力。最高値は255。レベルアップの他、盾・鎧の装備によって上昇。
- EXP：経験値。敵を倒すと取得。一定値に達するとレベルが上昇。
- NEXT EXP：次にレベルが上がる経験値。
- GOLD：金。敵を倒すと取得。武器などの購入に使用。

### 装備品
SWORD画面にて装備を行う。今作での装備品はSWORD、SHIELD、ARMORの3種類のみ。
- SWORD：剣。装備するとSTRが上がる。剣によっては装備する事によって魔法の使用が可能。
  - ショートソード
  - ミドルソード
  - タルウォール
  - 炎風の剣 - フレイムの魔法で間接攻撃が可能に。
  - いかづちの剣 - サンダーの魔法で間接攻撃が可能に。
  - ロングソード
  - ブロードソード
  - 氷風の剣 - アイスの魔法で間接攻撃が可能に。
  - 英雄の剣 ヒーリングの魔法でHPを回復できる。
  - 激光の剣 - レーザーの魔法で間接攻撃が可能に。
- SHIELD：盾。装備するとDEFが上がる。
  - レザーシールド
  - ミドルシールド
  - カイトシールド
  - フレイムシールド
  - サンダーシールド
  - ラージシールド
  - プレートシールド
  - アイスシールド
  - 英雄の盾
  - リフレクター
- ARMOR：鎧。装備するとDEFが上がる。
  - レザーメイル
  - チェーンメイル
  - スケールアーマー
  - フレイムアーマー
  - サンダーメイル
  - ブレストアーマー
  - プレートアーマー
  - アイスプレート
  - 英雄の鎧
  - ディフェンサー

### アイテム
ITEM画面にて名前の確認、装備が出来る。今作では装備する事によって効果が現れるアイテムはなく、プレイヤーの意思で使用するアイテム以外は装備しても意味はない。
- 瓶詰めの手紙 - 今作の冒険の発端となる手紙。
- ウイング - 一度行った場所にワープできる。
- 薬草 - HPを150回復。
- ドク消し - 毒状態を回復。
- セルセタの秘薬 - HPを120回復。3回使用可能。
- ロダの薬 - マジックポイントが100回復。
- エリクサー - HP、MPが全快。
- トパーズの飾り - いかづちの剣の魔法を強化できる。
- サファイヤの飾り - 氷風の剣の魔法を強化できる。
- ルビーの飾り - 炎風の剣の魔法を強化できる。
  -     - etc.

### セーブ
ボス戦中以外であればフィールド、ダンジョンを問わずどこでもセーブする事ができる。

## 登場人物

### 主人公
アドル・クリスティン
シリーズ通しての主人公。燃えるような赤毛を持つ冒険者。17～18歳。SFC版ではリーザの流した小瓶、PCE版ではミネアの占い師サラによりセルセタへと導かれる。

### セルセタの人物
カーナ
本作のヒロインの一人。セルセタに住む活発な少女で、魔物や兵士を撃退できる実力者。風の村コモドの住人。
リーザ
本作のヒロインの一人。エルディールの世話係であり、聖域に立ち入ることを許されている少女。エルディールに想いを寄せており、彼の異変に気付き苦悩している。高原の村ハイランドの住人。
エルディール
有翼人の最後の生き残り。かつての有翼人の栄光に憧れ、闇の一族の誘いに乗って古代文明を復活させる。ラスボス。
大長老
大河の村セルレイに住んでおり、セルセタの古代史を知る人物。太陽・大地・月の三つの瞳を集めなければ会うことはできない。
ガゾック
古代文明研究家。湖畔の家で妻と共に暮らしている。
レファンス
かつて五忠臣と共に有翼人と戦い、セルセタの危機を救った英雄。
五忠臣
レファンスに仕え、共にセルセタの危機を救った英雄達。スラノ、タリム、ミーユ、ラディー、トリエの5人。

### 闇の一族[6]
グルーダ
闇の一族。3人組のリーダー。野望の為にロムン帝国とエルディールを利用する。
バミー
闇の一族。3人組の紅一点。様々な物質を魔物に変える力を持つ。
ガディス
闇の一族。3人組の大男。戦いを楽しむ戦闘狂。

### エステリアの人物
フレア・ラル
『II』から登場。ランスの村の医者。薬の原料を求めアドルと共にセルセタに渡る。
リリア
ランスの村に住む少女。『II』のヒロイン。アドルを追いかけセルセタへ渡る。
ドギ
『I』から登場。アドルの相棒。

### その他
ロムン部隊隊長
ロムン帝国の部隊長。闇の一族と手を組み、セルセタを帝国領土にしようと侵攻するがアドルに倒され殲滅される。